# Rákóczi tér
Rákóczi tér – stacja linii M4 metra w Budapeszcie. Stacja znajduje się w południowo-wschodniej części centrum Budapesztu.